# Björn Trägårdh
Björn Ivar Trägårdh, född 21 november 1908 i Uppsala, död 5 december 1998 i Frankrike, var en svensk inredningsarkitekt, målare, tecknare och grafiker.
Han var son till professor Ivar Trägårdh och Dagmar Elise Egenfeldt-Nielsen och gift första gången 1930–1940 med Göta Hellström, som han fick barnen Jan och Lena med, och andra gången med Sidsel Friis-Schiøtz som han fick barnen Catherine, Anne och Erik med.
Efter studier vid Tekniska skolan och Berggrens målarskola utbildade han sig till inredningsarkitekt vid Kungliga konsthögskolan 1926–1929. Han arbetade därefter som konstnärlig rådgivare och formgivare vid Svenskt Tenn innan han 1937 flyttade till England för att studera vidare i England och på Irland. Under 1939 var han elev vid Académie Julian och när andra världskriget bröt ut flyttade han till Normandie. Under sin tid i Normandie startade han en tillverkning av konstnärliga knappar gjorda av torkat halm som ledde till att det efter kriget etablerades flera fabriker som försåg modehusen Balenciaga, Worth och Schiaparelli med halmknappar.
Sin konstnärliga debut i Frankrike gjorde han med en separatutställning på Institut Tessin 1941 där han visade upp ett 100-tal tavlor, skisser och teckningar. Året därpå medverkade han i en grupputställning på Institut Tessin där svenska konstnärer bosatte i Frankrike under kriget ställde ut sina alster. Han har därefter ställt ut separat på bland annat Galerie Bénézit 1943 och Mauradian-Vallotton 1946. I Sverige ställde han ut separat på bland annat Galerie Moderne, Konstnärshuset, Samlaren och Galleri Brinken i Stockholm. Han medverkade i samlingsutställningar med Sveriges allmänna konstförenings höstsalonger på Liljevalchs konsthall, Stockholmsutställningen 1930 och Föreningen för grafisk konsts jubileumsutställning på Nationalmuseum 1957 och i ett stort antal franska grupp- och samlingsutställningar. Trägårdh är representerad vid Nationalmuseum, Moderna museet, Tours museum och Pau museum. Han har även ritat inredningen till Biograf Saga på Kungsgatan i Stockholm.